# Gideon Saar
Gideon Moshe Saar (în ebraică:גדעון משה סער, se citește Ghideon Moshè Sáar), n. 9 decembrie 1966, Tel Aviv, Israel) este un politician israelian, ministru de externe al Israelului de la 7 noiembrie 2024, liderul fracțiunii de centru-dreapta Tikvá Hadashá -Hayamin hamamlahti (Noua Speranță-Dreapta statală) și deputat  în Knesset până în iulie 2025 din partea acestui partid.
În trecut, Saar a fost ales, pentru prima dată în Knesset în 2003, din partea partidului Likud și a rămas deputat până în 2014. În această perioadă a fost ministru al educației (2009-2013) și ministru de interne (2013-2014). După o pauză de cinci ani, a revenit în Knesset în 2019 și a candidat, fără succes, împotriva premierului Beniamin Netanyahu la funcția de lider al partidului Likud. Ulterior a format propriul său partid, Noua Speranță.
El s-a alăturat coaliției anti-Netanyahu de centru-dreapta-stânga care a format al 36-lea guvern al Israelului (2021-2022) sub conducerea lui Naftali Bennett și Yair Lapid, și în care, a ocupat funcția de ministru al justiției (2021-2022) și de vice-prim ministru. În 2022 a format un pact electoral numit Unitatea Națională cu partidul Albastru-Alb al lui Beni Gantz. După victoria în alegeri a lui Netanyahu in toamna 2022, Saar a revenit împreună cu aliații săi pe băncile opoziției. 
În urma atacului Potopul al Aksa asupra Israelului și a izbucnirii războiului dintre Israel și Fâșia Gaza, coaliția Unitatea Națională s-a alăturat împreună cu Gantz guvernului Netanyahu, devenind ministru fără portofoliu și observator în cabinetul de război.În martie 2024 partidele din Unitatea Națională au părăsit guvernul și cabinetul de război a fost dizolvat. Saar și-a retras partidul din coaliția Unitatea Națională cu Beni Gantz și în septembrie, după negocieri repetate cu Netanyahu, s-a alăturat guvernului de dreapta - extremă dreapta al acestuia, mărind majoritatea acestuia in parlament și devenind ministru fără portofoliu. La 7 noiembrie 2024 a fost numit ministru de externe în guvernul Netanyahu, în locul lui Israel Katz, care a fost numit în locul ministrului demis al apărării, Yoav Galant.
La 13 martie 2025 partidul său Dreapta statală-Noua Sperannță a semnat un acord de înglobare în partidul
Likud. Saar a demisionat din Knesset în iulie 2025 pentru a se dedica exclusiv activității ministeriale și a cedat locul său din parlament deputatului druz Akram Hassun, conform „procedurii norvegiene” 
În august 2025 fracțiunea  Noua Speranță s-a autodizolvat, conducerea ei în frunte cu Saar fiind cooptată în Centrala partidului Likud.

## Biografie

### Copilărie și tinerețe
Saar s-a născut in 1966 la Tel Aviv sub numele Gideon Moshe Serchensky, 
Mama sa, Bruria Tzofiof (Sofiov) este originară din comunitatea evreilor buhari, a șaptea generație de la venirea în Palestina. Tatăl său, Sergio Shmuel Serchensky (la origine Zarecenski), medic pediatru, s-a născut intr-o familie de evrei așkenazi din Ucraina care au emigrat în Argentina si apoi în Israel. Saar are un frate și o soră.
El a crescut mai ales la Tel Aviv, dar a petrecut mai mulți ani de copilărie la Mitzpe Ramon, tatăl său lucrând ca medic acolo și la kibuțul Sde Boker.La Sde Boker atât tatăl, cât și Gideon, l-au cunoscut îndeaproape pe David Ben Gurion, cel dintâi prim ministru al Israelului care și-a trăit acolo ultimii ani ai vieții. 
La 24 ani Gideon Serchensky și-a ebraizat numele în Saar. El a servit în armata israeliană ca ofițer de informații în Brigada Golani. Apoi a studiat științele politice și dreptul la Universitatea din Tel Aviv. 

### Cariera politică
După terminarea studiilor Saar a lucrat în 1995-1997 ca asistent al procurorului general al Israelului, apoi până în 1998 ca asistent al Consilierului juridic al guvernului 
În 1999 și in 2001-2002 ca membru al partidului Likud a fost numit secretar al guvernului. 
În alegerile din 2003 a fost ales ca deputat în Knesset, devenind șeful grupului parlamentar Likud si presedinte al coaliției guvernamentale în parlamanet
În 2005 s-a opus planului de dezangajare unilaterală a Israelului din Fâșia Gaza și a încercat să propună o lege pentru organizarea unui referendum in aceasta chestiune. 

În 2006, fiind reales în Knesset,  a fost numit iarăși sef al grupului parlamentar Likud și a fost ales vicepreședinte al Knessetului.
A propus legi pentru trimiterea la închisoare a patronilor care concediază femei însărcinate, și care interzic experientele pe animale pentru testarea produselor cosmetice. 
În decembrie 2008 la alegrile interne ale Likudului pentru lista parlamentară fost ales pe locul al doilea după liderul Netanyahu. La 31 martie 2008 a devenit ministru al educației.
În septembrie 2014  a anunțat ca demisionează și s-a retras din viața politică. Între timp s-a căsătorit a doua oară.
La 3 aprilie a anunțat că revine pe arena politică, fiind considerat ca având șanse de a fi ales în conducerea partidului Likud. 
Ziarul Jerusalem Post l-a clasificat  pe locul al cincilea între cei mai influenti evrei din Israel si ca posibil mostenitor al postului de lider al partidului Likud.
În septembrie 2018 s-a aflat pe locul 25 pe lista likudului,

### Viața privată
Saar a fost căsătorit de două ori. Din prima căsătorie cu Sheli Dantziger, are doi copii, Alona si Daniela, și un nepot. În 2013 s-a căsătorit cu Geula Even, cunoscută crainică și om de televiziune, născută în Lituania, cu care are alți doi copii - David și Shira.
1. 1 2 3  חה"כ גדעון סער (în ebraică), Knesset
2. ↑   https://www.jpost.com/israel-news/no-11-gideon-saar-602826 Lipsește sau este vid: |title= (ajutor)
3. ↑  לדוד יש אחות: גאולה אבן סער ילדה הלילה בת (în ebraică), 16 noiembrie 2016, accesat în 16 noiembrie 2016
4. ↑  , Knesset https://main.knesset.gov.il/mk/Apps/mk/mk-positions/725 Lipsește sau este vid: |title= (ajutor)
5. ↑  , Knesset https://main.knesset.gov.il/mk/Pages/MKPositions.aspx?MKID=725 Lipsește sau este vid: |title= (ajutor)
6. ↑  , Knesset http://www.knesset.gov.il/mk/heb/mk.asp?mk_individual_id_t=725 Lipsește sau este vid: |title= (ajutor)
7. 1 2  Thirty-Sixth Government (în engleză), accesat în 11 decembrie 2021
8. ↑  Yuval Karni in situl Ynet 14 martie 2025
9. ↑  „Gideon Sa'ar”. Israel Ministry of Foreign Affairs.
10. ↑  „Likud faction adopts proposal facilitating passage of budget”. Haaretz. 21 martie 2005.